# Arvid Christian Storm
Arvid Christian Storm (1640 – 1713) var en dansk officer.
Han var søn af Balthazar Storm, der var blevet adlet i Sverige 1670, og Maria von Restorff (f. ca. 1622 i Wirland, Estland – ). Baltazar Storm giftet seg forøvrig 2. gang med Katharina Verklaès (Catharina Silfverlaas). Arvid blev generalmajor og 1694 udnævnt til kommandant i Frederiksstad i Norge. I en duel i Stockholm 1674 dræbte han en efter en ophedet ordveksling den svenske digter og oversætter Lasse Lucidor.
Han blev gift 1677 med Anna von Kocken (1655 i Bergen – 1731), datter af kaptajn Henning von Kocken, og var fader til Ulrik Frederik Storm.